# Championnat du monde féminin de basket-ball 1990
Le Championnat du monde de basket-ball féminin 1990 s’est déroulé à Kuala Lumpur en Malaisie en 1990. Organisé par la FIBA, il est le 11e championnat du monde de basket-ball féminin.
Ce sont seize équipes qui se disputèrent le titre.

## Lieux de compétition
| Ville         | Salle | Capacité |
| ------------- | ----- | -------- |
| Kuala Lumpur  |       |          |
| Kuching       |       |          |
| Kota Kinabalu |       |          |

## Équipes participantes
| Amérique   | Europe           | Asie         | Océanie   | Afrique |
| ---------- | ---------------- | ------------ | --------- | ------- |
| États-Unis | Union soviétique | Corée du Sud | Australie | Sénégal |
| Brésil     | Bulgarie         | Japon        |           | Zaïre   |
| Cuba       | Italie           | Chine        |           |         |
| Canada     | Yougoslavie      | Malaisie     |           |         |
|            | Tchécoslovaquie  |              |           |         |

## Premier tour

### Groupe A
Australie - Malaisie : 96 - 27
Bulgarie - Italie : 63 - 67
Malaisie - Bulgarie : 56 - 130
Italie - Australie : 59 - 66
Italie - Malaisie : 107 - 48
Australie - Bulgarie : 71 - 77
- Classement

| Rang | Pays               | Pts | V | D | Pp  | Pc  | Diff |
| ---- | ------------------ | --- | - | - | --- | --- | ---- |
| 1    | Bulgarie (1-1;+2)  | 5   | 2 | 1 | 270 | 194 | 76   |
| 2    | Australie (1-1;+1) | 5   | 2 | 1 | 233 | 163 | 70   |
| 3    | Italie (1-1;-3)    | 5   | 2 | 1 | 233 | 177 | 56   |
| 4    | Malaisie           | 3   | 0 | 3 | 131 | 333 | -202 |

### Groupe B
URSS - Japon : 103 - 79
Canada - Brésil : 74 - 56
Japon - Canada : 69 - 75
URSS - Brésil : 95 - 67
Brésil - Japon : 91 - 79
URSS - Canada : 88 - 53
- Classement

| Rang | Pays             | Pts | V | D | Pp  | Pc  | Diff |
| ---- | ---------------- | --- | - | - | --- | --- | ---- |
| 1    | Union soviétique | 6   | 3 | 0 | 286 | 199 | 87   |
| 2    | Canada           | 5   | 2 | 1 | 202 | 213 | -11  |
| 3    | Brésil           | 4   | 1 | 2 | 214 | 248 | -34  |
| 4    | Japon            | 3   | 0 | 1 | 227 | 269 | -42  |

### Groupe C
États-Unis - Sénégal : 106 - 36
Tchécoslovaquie - Corée du Sud : 67 - 60
Sénégal - Tchécoslovaquie : 37 - 93
Corée du Sud - États-Unis : 55 - 87
Corée du Sud - Sénégal : 72 - 53
États-Unis - Tchécoslovaquie : 86 - 59
- Classement

| Rang | Pays            | Pts | V | D | Pp  | Pc  | Diff |
| ---- | --------------- | --- | - | - | --- | --- | ---- |
| 1    | États-Unis      | 6   | 3 | 0 | 279 | 150 | 129  |
| 2    | Tchécoslovaquie | 5   | 2 | 1 | 219 | 183 | 36   |
| 3    | Corée du Sud    | 4   | 1 | 2 | 187 | 207 | -20  |
| 4    | Sénégal         | 3   | 0 | 3 | 126 | 271 | -145 |

### Groupe D
Yougoslavie - Zaïre : 64 - 39
Chine - Cuba : 84 - 88
Zaïre - Chine : 50 - 69
Cuba - Yougoslavie : 68 - 75
Cuba - Zaïre : 76 - 60
Yougoslavie - Chine : 88 - 70
- Classement

| Rang | Pays        | Pts | V | D | Pp  | Pc  | Diff |
| ---- | ----------- | --- | - | - | --- | --- | ---- |
| 1    | Yougoslavie | 6   | 3 | 0 | 227 | 177 | 50   |
| 2    | Cuba        | 5   | 2 | 1 | 232 | 219 | 13   |
| 3    | Chine       | 4   | 1 | 2 | 223 | 226 | -3   |
| 4    | Zaïre       | 3   | 0 | 3 | 149 | 209 | -60  |

## Poule de classement ( places de 9 à 16)
Sénégal - Chine : 55 - 106
Malaisie - Brésil : 50 - 143
Chine - Malaisie : 123 - 49
Brésil - Sénégal : 75 - 55
Brésil - Chine : 100 - 97
Malaisie - Sénégal : 41 - 73
- Classement

| Rang | Pays     | Pts | V | D | Pp  | Pc  | Diff |
| ---- | -------- | --- | - | - | --- | --- | ---- |
| 1    | Brésil   | 6   | 3 | 0 | 318 | 202 | 116  |
| 2    | Chine    | 5   | 2 | 1 | 326 | 204 | 122  |
| 3    | Sénégal  | 4   | 1 | 2 | 183 | 222 | -39  |
| 4    | Malaisie | 3   | 0 | 1 | 140 | 339 | -199 |

Corée du Sud - Zaïre : 79 - 70
Italie - Japon  : 78 - 81 (ap: 71 - 71)
Zaïre - Italie : 64 - 74
Japon - Corée du Sud  : 62 - 98
Japon - Zaïre : 80 - 63
Italie - Corée du Sud : 70 - 81
- Classement

| Rang | Pays         | Pts | V | D | Pp  | Pc  | Diff |
| ---- | ------------ | --- | - | - | --- | --- | ---- |
| 1    | Corée du Sud | 6   | 3 | 0 | 258 | 202 | 56   |
| 2    | Italie       | 5   | 2 | 1 | 222 | 226 | -4   |
| 3    | Japon        | 4   | 1 | 2 | 223 | 239 | -16  |
| 4    | Zaïre        | 3   | 0 | 1 | 197 | 233 | -36  |

### Places de 13 à 16
|  | Tour de classement | Tour de classement |           |    | 13e place | 13e place |
|  | Tour de classement | Tour de classement |           |    | 13e place | 13e place |
|  |                    |                    |           |    |           |           |
|  | -                  | -                  |           |    | -         | -         |
|  | -                  | -                  |           |    | -         | -         |
|  | Italie             | 128                |           |    | -         | -         |
|  | Italie             | 128                |           |    | -         | -         |
|  | Malaisie           | 60                 |           |    | -         | -         |
|  | Malaisie           | 60                 | Italie    | 76 |           |           |
|  | -                  |                    | Italie    | 76 |           |           |
|  |                    | Sénégal            | 57        |    |           |           |
|  | Zaïre              | Sénégal            | 57        | 52 |           |           |
|  | Zaïre              |                    |           | 52 |           |           |
|  | Sénégal            | 60                 |           |    |           |           |
|  | Sénégal            | 60                 | 15e place |    |           |           |
|  |                    |                    |           |    |           |           |
|  | -                  |                    |           |    |           |           |
|  |                    |                    |           |    |           |           |
|  | Malaisie           | 46                 |           |    |           |           |
|  | Malaisie           | 46                 |           |    |           |           |
|  | Zaïre              | 88                 |           |    |           |           |
|  | Zaïre              | 88                 |           |    |           |           |

### Places de 9 à 12
|  | Tour de classement | Tour de classement |           |    | 9e place | 9e place |
|  | Tour de classement | Tour de classement |           |    | 9e place | 9e place |
|  |                    |                    |           |    |          |          |
|  | -                  | -                  |           |    | -        | -        |
|  | -                  | -                  |           |    | -        | -        |
|  | Corée du Sud       | 80                 |           |    | -        | -        |
|  | Corée du Sud       | 80                 |           |    | -        | -        |
|  | Chine              | 81                 |           |    | -        | -        |
|  | Chine              | 81                 | Chine     | 95 |          |          |
|  | -                  |                    | Chine     | 95 |          |          |
|  |                    | Brésil             | 90        |    |          |          |
|  | Japon              | Brésil             | 90        | 90 |          |          |
|  | Japon              |                    |           | 90 |          |          |
|  | Brésil             | 100                |           |    |          |          |
|  | Brésil             | 100                | 11e place |    |          |          |
|  |                    |                    |           |    |          |          |
|  | -                  |                    |           |    |          |          |
|  |                    |                    |           |    |          |          |
|  | Corée du Sud       | 100                |           |    |          |          |
|  | Corée du Sud       | 100                |           |    |          |          |
|  | Japon              | 84                 |           |    |          |          |
|  | Japon              | 84                 |           |    |          |          |

### Tour Final
Tchécoslovaquie - Yougoslavie : 66 - 81
Australie - URSS : 60 - 70
URSS - Tchécoslovaquie  : 79 - 82 (ap: 72 - 72)
Yougoslavie - Australie : 80 - 70
Australie - Tchécoslovaquie : 54 - 83
Yougoslavie - URSS : 64 - 63
- Classement

| Rang | Pays             | Pts | V | D | Pp  | Pc  | Diff |
| ---- | ---------------- | --- | - | - | --- | --- | ---- |
| 1    | Yougoslavie      | 6   | 3 | 0 | 225 | 199 | 26   |
| 2    | Tchécoslovaquie  | 5   | 2 | 1 | 231 | 214 | 17   |
| 3    | Union soviétique | 4   | 1 | 2 | 212 | 206 | 6    |
| 4    | Australie        | 3   | 0 | 1 | 184 | 233 | -49  |

Bulgarie - Canada : 65 - 61
États-Unis - Cuba : 87 - 78
États-Unis - Canada : 95 - 70
Cuba - Bulgarie : 83 - 81
Canada - Cuba : 69 - 75
Bulgarie - États-Unis : 72 - 93
- Classement

| Rang | Pays       | Pts | V | D | Pp  | Pc  | Diff |
| ---- | ---------- | --- | - | - | --- | --- | ---- |
| 1    | États-Unis | 6   | 3 | 0 | 275 | 220 | 55   |
| 2    | Cuba       | 5   | 2 | 1 | 236 | 237 | -1   |
| 3    | Bulgarie   | 4   | 1 | 2 | 218 | 237 | -19  |
| 4    | Canada     | 3   | 0 | 1 | 200 | 235 | -35  |

### Places de 5 à 8
|  | Tour de classement | Tour de classement |           |    | 5e place | 5e place |
|  | Tour de classement | Tour de classement |           |    | 5e place | 5e place |
|  |                    |                    |           |    |          |          |
|  | -                  | -                  |           |    | -        | -        |
|  | -                  | -                  |           |    | -        | -        |
|  | Bulgarie           | 71                 |           |    | -        | -        |
|  | Bulgarie           | 71                 |           |    | -        | -        |
|  | Australie          | 73                 |           |    | -        | -        |
|  | Australie          | 73                 | Australie | 73 |          |          |
|  | -                  |                    | Australie | 73 |          |          |
|  |                    | Union soviétique   | 97        |    |          |          |
|  | Canada             | Union soviétique   | 97        | 56 |          |          |
|  | Canada             |                    |           | 56 |          |          |
|  | Union soviétique   | 80                 |           |    |          |          |
|  | Union soviétique   | 80                 | 7e place  |    |          |          |
|  |                    |                    |           |    |          |          |
|  | -                  |                    |           |    |          |          |
|  |                    |                    |           |    |          |          |
|  | Bulgarie           | 56                 |           |    |          |          |
|  | Bulgarie           | 56                 |           |    |          |          |
|  | Canada             | 75                 |           |    |          |          |
|  | Canada             | 75                 |           |    |          |          |

### Place de 1 à 4
|  | Demi-Finales    | Demi-Finales |            |    | 1re place | 1re place |
|  | Demi-Finales    | Demi-Finales |            |    | 1re place | 1re place |
|  |                 |              |            |    |           |           |
|  | -               | -            |            |    | -         | -         |
|  | -               | -            |            |    | -         | -         |
|  | États-Unis      | 87           |            |    | -         | -         |
|  | États-Unis      | 87           |            |    | -         | -         |
|  | Tchécoslovaquie | 59           |            |    | -         | -         |
|  | Tchécoslovaquie | 59           | États-Unis | 88 |           |           |
|  | -               |              | États-Unis | 88 |           |           |
|  |                 | Yougoslavie  | 78         |    |           |           |
|  | Cuba            | Yougoslavie  | 78         | 66 |           |           |
|  | Cuba            |              |            | 66 |           |           |
|  | Yougoslavie     | 74           |            |    |           |           |
|  | Yougoslavie     | 74           | 3e place   |    |           |           |
|  |                 |              |            |    |           |           |
|  | -               |              |            |    |           |           |
|  |                 |              |            |    |           |           |
|  | Tchécoslovaquie | 61           |            |    |           |           |
|  | Tchécoslovaquie | 61           |            |    |           |           |
|  | Cuba            | 83           |            |    |           |           |
|  | Cuba            | 83           |            |    |           |           |

## Classement final
| Rang | Équipe           |
| ---- | ---------------- |
| 1    | États-Unis       |
| 2    | Yougoslavie      |
| 3    | Cuba             |
| 4    | Tchécoslovaquie  |
| 5    | Union soviétique |
| 6    | Australie        |
| 7    | Canada           |
| 8    | Bulgarie         |
| 9    | Chine            |
| 10   | Brésil           |
| 11   | Corée du Sud     |
| 12   | Japon            |
| 13   | Italie           |
| 14   | Sénégal          |
| 15   | Zaïre            |
| 16   | Malaisie         |